# Кістка каракатиці

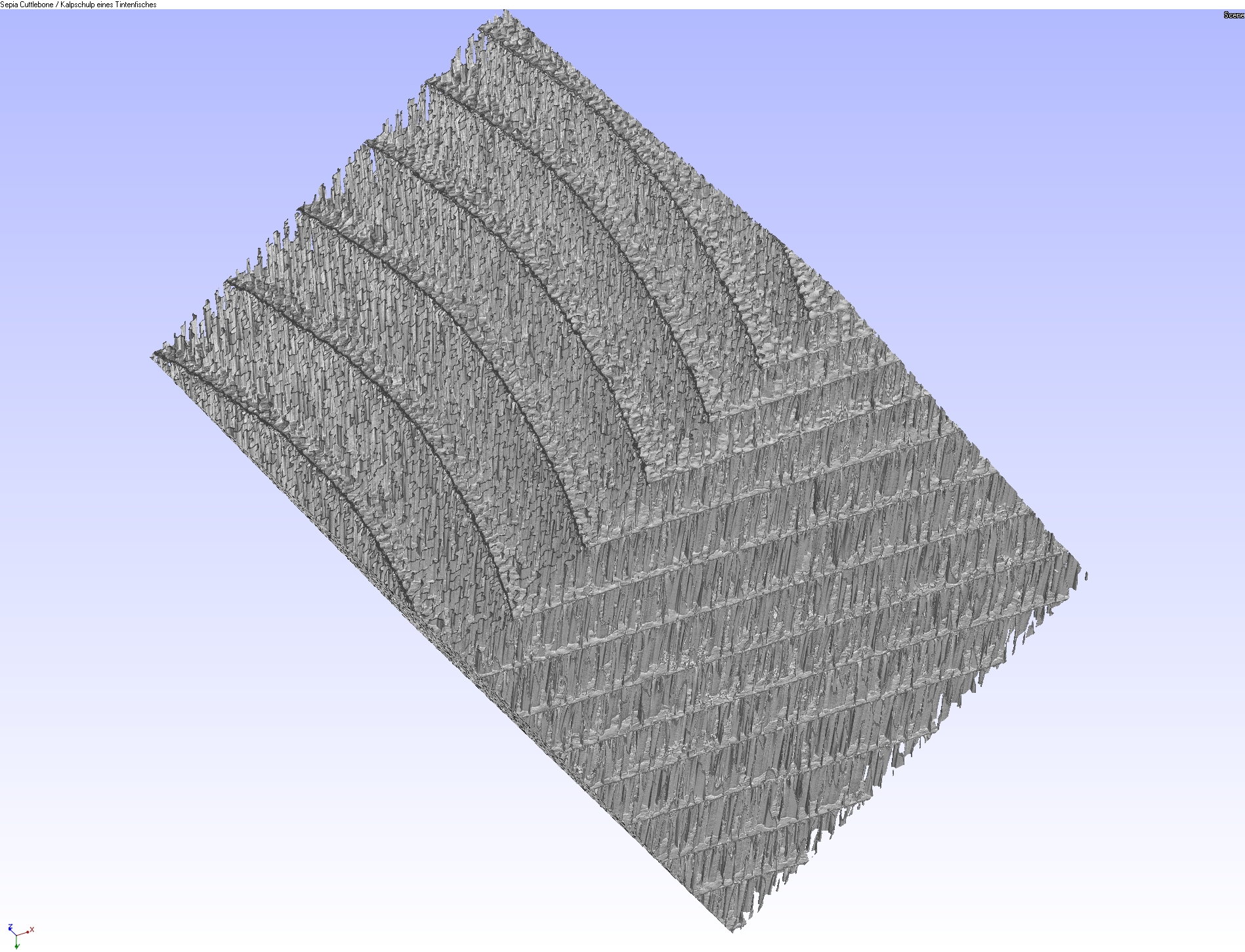
Внутрішня структура кістки каракатиці, отримана з допомогою комп'ютерної томографії

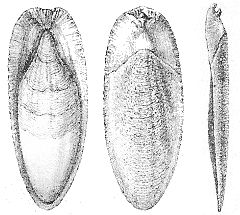
Кістка каракатиці звичайної (зліва направо: вентральний, дорсальний і латеральний вид)

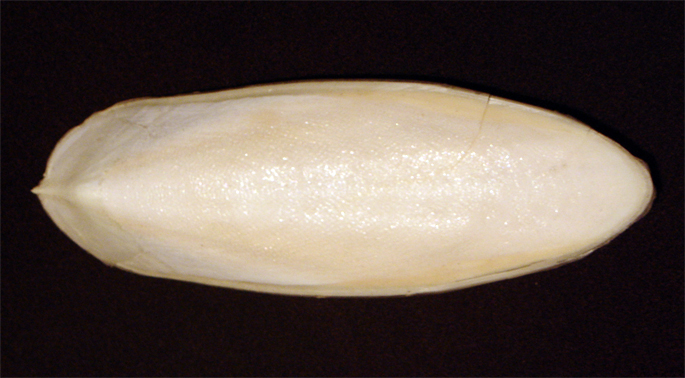
Кістка каракатиці, знайдена на пляжі в Тунісі

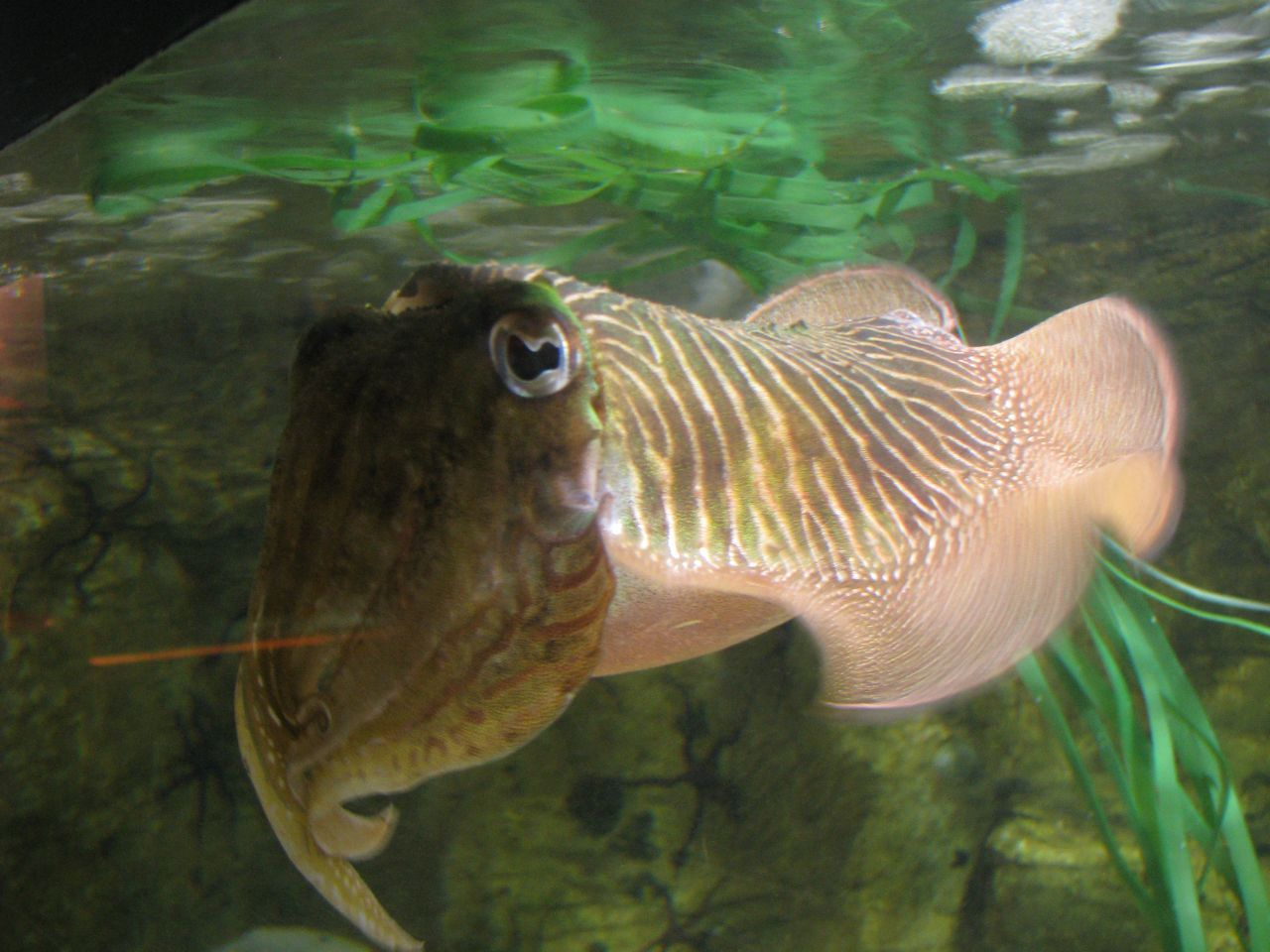
Звичайна каракатиця (Sepia officinalis)

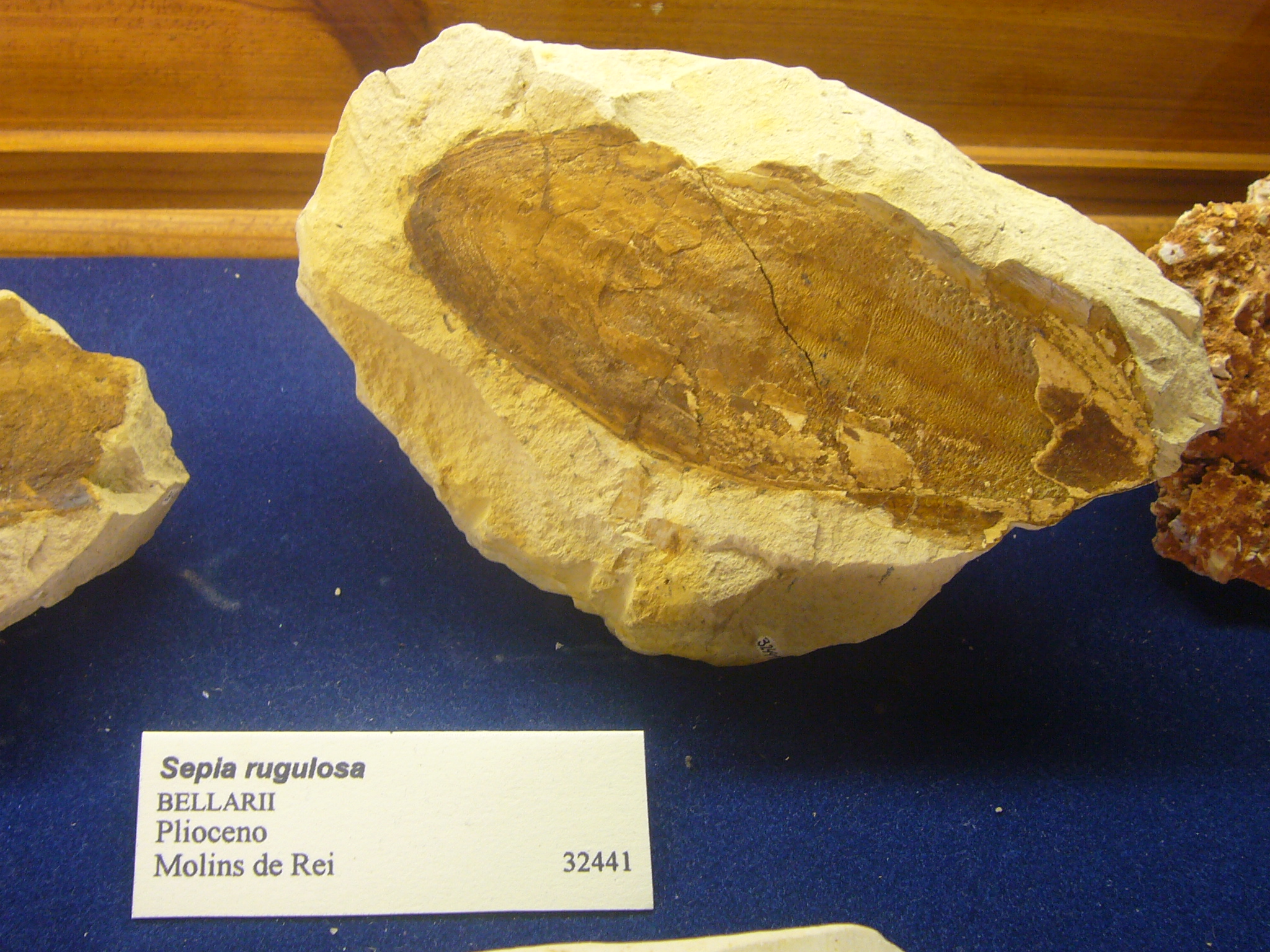
Скам'яніла кістка каракатиці виду Sepia rugulosa з пліоцену

Кі́стка карака́тиці — тверда, крихка внутрішня раковина представників родини каракатиць з класу головоногих молюсків.
Кістка каракатиці складається в основному з арагоніту. Це камерна, газонаповнена структура, яка використовується для регулювання плавучості; її сифункул сильно модифікований і міститься на черевній стороні раковини. Мікроскопічна структура кісток каракатиць складається з тонких шарів, з'єднаних численними вертикальними перемичками. На дотик і вигляд нагадує пінопласт. Легше води.
У залежності від виду, кістки каракатиць лопаються на глибині від 200 до 600 м. Внаслідок цього обмеження більшість видів каракатиці живуть на морському дні на мілководді, як правило на континентальному шельфі.
Найбільші кістки каракатиць належать гігантським австралійським каракатицям, які живуть між поверхнею і глибиною 100 метрів.

## Використання людиною
У минулому подрібнені кістки каракатиць використовували як полірувальний порошок у виробництві виробів із золота. Порошок кістки каракатиці також додавали до зубної пасти, використовували в медицині як антацид і як абсорбент. Крім того, кістки каракатиць використовували для художнього різьблення протягом XIX і XX ст.
Нині кістки каракатиць використовуються як багата кальцієм кормова добавка для дрібних домашніх тварин, таких як птахи, гризуни, плазуни і равлики.

### Ювелірна промисловість
Оскільки кістка каракатиці здатна витримувати високі температури й легко ріжеться, вона слугує ливарною формою для створення ювелірних виробів і статуеток.
Щоб зробити ливарну форму з кістки каракатиці, ювеліри розрізають її навпіл і шліфують дві сторони, поки вони не підходять впритул одна до одної. Потім вирізують потрібну форму, проробляють литник та заливають розплавлений метал. М'якість внутрішньої пористої частини раковини така, що дозволяє отримувати точні ливарні форми здавлюванням моделі з латуні або іншого сплаву між двох половинок, коли на них утворюється точний відбиток форми з литниками.